# Csaba Szantó
Pour les articles homonymes, voir Szantó.
Csaba Szantó, est un céiste hongrois pratiquant la course en ligne.
Il participe aux Championnats du monde de course en ligne de canoë-kayak de 1966 de Berlin et remporte la médaille de bronze en canoë C-2 1000 mètres avec son coéquipier Árpád Soltész (en).

## Palmarès
- Championnats du monde de course en ligne de canoë-kayak à Berlin,  Allemagne
  -  Médaille de bronze en C-2 1000m